# Batalla del Bismarck
La Batalla del Bismarck tuvo lugar en el océano Atlántico aproximadamente a 300 millas náuticas (560 km; 350 mi) al oeste de Brest, Francia , el 26 y 27 de mayo de 1941 entre el acorazado alemán Bismarck y elementos navales y aéreos de la Marina Real Británica. Aunque fue una acción decisiva entre buques capitales, no tiene un nombre generalmente aceptado. Fue la culminación de la Operación Rheinübung, donde el intento de dos barcos alemanes de interrumpir los convoyes atlánticos hacia el Reino Unido fracasó con el hundimiento del Bismarck.

## Antecedentes
Bajo el mando del comandante de la flota Günther Lütjens, el acorazado alemán Bismarck y el crucero pesado Prinz Eugen intentaron abrirse paso hacia el Atlántico para atacar convoyes. Los barcos fueron interceptados por una fuerza británica de la Home Fleet. En la batalla del estrecho de Dinamarca que tuvo lugar el 24 de mayo, los tanques de combustible del Bismarck resultaron dañados y varios compartimentos de maquinaria, incluida una sala de calderas, se inundaron. La intención de su capitán era llegar al puerto de Brest para su reparación.
Decididos a vengar el hundimiento del "orgullo de la Armada" HMS Hood en la Batalla del Estrecho de Dinamarca, los británicos comprometieron todas las unidades posibles para cazar al Bismarck.
- El antiguo acorazado de clase Revenge, el HMS Ramillies, fue separado de sus funciones de convoy al sureste de Groenlandia y recibió la orden de establecer un rumbo para interceptar al Bismarck si este intentaba atacar las rutas marítimas de América del Norte.[2]
- El averiado Prince of Wales y los cruceros Norfolk y Suffolk todavía estaban en contacto con los barcos alemanes después de la batalla del estrecho de Dinamarca.
- El resto de la Home Fleet, compuesta por el acorazado King George V, el crucero de batalla Repulse, el portaaviones Victorious, cuatro cruceros ligeros y sus escoltas, ya había zarpado de Scapa Flow antes de la pérdida del Hood.
- El acorazado Rodney fue separado de sus tareas de escolta al oeste de Irlanda y estableció un rumbo de intercepción hacia el Bismarck.[3]
- La Fuerza H ya había salido de Gibraltar con el portaaviones Ark Royal, el crucero de batalla Renown y el crucero ligero Sheffield el 23 de mayo para asumir las tareas de escolta de otros barcos, pero una vez que quedó claro que el Bismarck se dirigía a Francia, la fuerza puso rumbo para interceptarlo.
- El crucero pesado London estaba escoltando un convoy desde Gibraltar al Reino Unido y también recibió órdenes de interceptarlo.
- El crucero ligero Edinburgh, que buscaba a quienes rompieran el bloqueo en la zona al oeste del cabo Finisterre , también recibió la orden de unirse a la búsqueda. [2]

En la tarde del 24 de mayo, el Bismarck se volvió brevemente contra sus perseguidores (el Prince of Wales y los cruceros pesados Norfolk y Suffolk) para cubrir la huida de su compañero, el crucero pesado Prinz Eugen, para continuar su avance hacia el Atlántico. Durante la tarde del 24 de mayo, un pequeño grupo de bombarderos torpederos biplanos Swordfish del 825.º Escuadrón Aéreo Naval bajo el mando de Eugene Esmonde desde el Victorious realizó un ataque. Se logró un impacto, pero solo causó daños superficiales al cinturón blindado del Bismarck. A primera hora del 25 de mayo, las fuerzas británicas perdieron contacto con el Bismarck, que se dirigía hacia Francia mientras los británicos buscaban al NE, suponiendo que el Bismarck estaba regresando a Noruega. Más tarde, el 25 de mayo, el comandante de la fuerza alemana, el almirante Günther Lütjens, aparentemente sin saber que había perdido a sus perseguidores, rompió el silencio de radio para enviar un mensaje codificado a Alemania. Este paso en falso resultaría crítico, ya que los británicos escucharon el comunicado y, posteriormente, pudieron triangular la posición aproximada del Bismarck , lo que los llevó a deducir que el acorazado alemán había fijado un rumbo a Francia, para rearmarse y realizar reparaciones. El combustible se estaba convirtiendo en una preocupación importante para ambos bandos: debido a los daños en la batalla, la posterior pérdida de combustible y porque el Bismarck no había podido reabastecerse en Noruega ni en un buque cisterna mientras navegaba por el Atlántico Norte. Teniendo en cuenta todo esto, Lütjens decidió mantener una velocidad económica de 21 nudos, para ahorrar combustible, con la esperanza de llegar a Francia antes de que la flotilla aliada pudiera detectarlos e interceptarlos.
Mientras tanto, de la Home Fleet que los perseguía, el Prince of Wales, el Repulse, el Victorious y los cuatro cruceros tuvieron que separarse, al igual que el Suffolk. Sólo el King George V y el Norfolk pudieron continuar: dado que la protección de destructores del King George V (al igual que el Bismarck) también se estaba quedando sin combustible, se ordenó a la Cuarta Flotilla de Destructores, compuesta por los destructores HMS Cossack, Sikh, Maori y Zulu, y el destructor polaco ORP Piorun, bajo el mando del capitán Philip Vian, que se separara del convoy WS-8B y protegiera al King George V.
A las 10:30 del 26 de mayo, el Bismarck fue detectado por un avión de reconocimiento Catalina del Mando Costero del Escuadrón 209 de la RAF que había volado sobre el Atlántico desde su base en Lough Erne en Irlanda del Norte a través del Corredor de Donegal. lograron detectar el barco a través de una mancha de aceite que se arrastraba desde el tanque de combustible dañado del barco e informó de su posición al Almirantazgo. Poco antes, a las 09:00, el Ark Royal había lanzado aviones de reconocimiento y media hora después del Catalina, dos Swordfish también encontraron al Bismarck .  A partir de ese momento, los británicos conocieron la posición del barco alemán, aunque habría que reducir considerablemente la velocidad del enemigo si las unidades pesadas esperaban atacar fuera del alcance de los aviones alemanes con base en tierra. Al recibir el mensaje del Catalina, el capitán Vian decidió no unirse a los acorazados británicos que lo perseguían, sino dirigirse directamente al Bismarck.  Todas las esperanzas británicas estaban ahora depositadas en la Fuerza H y estos destructores.

## Batalla

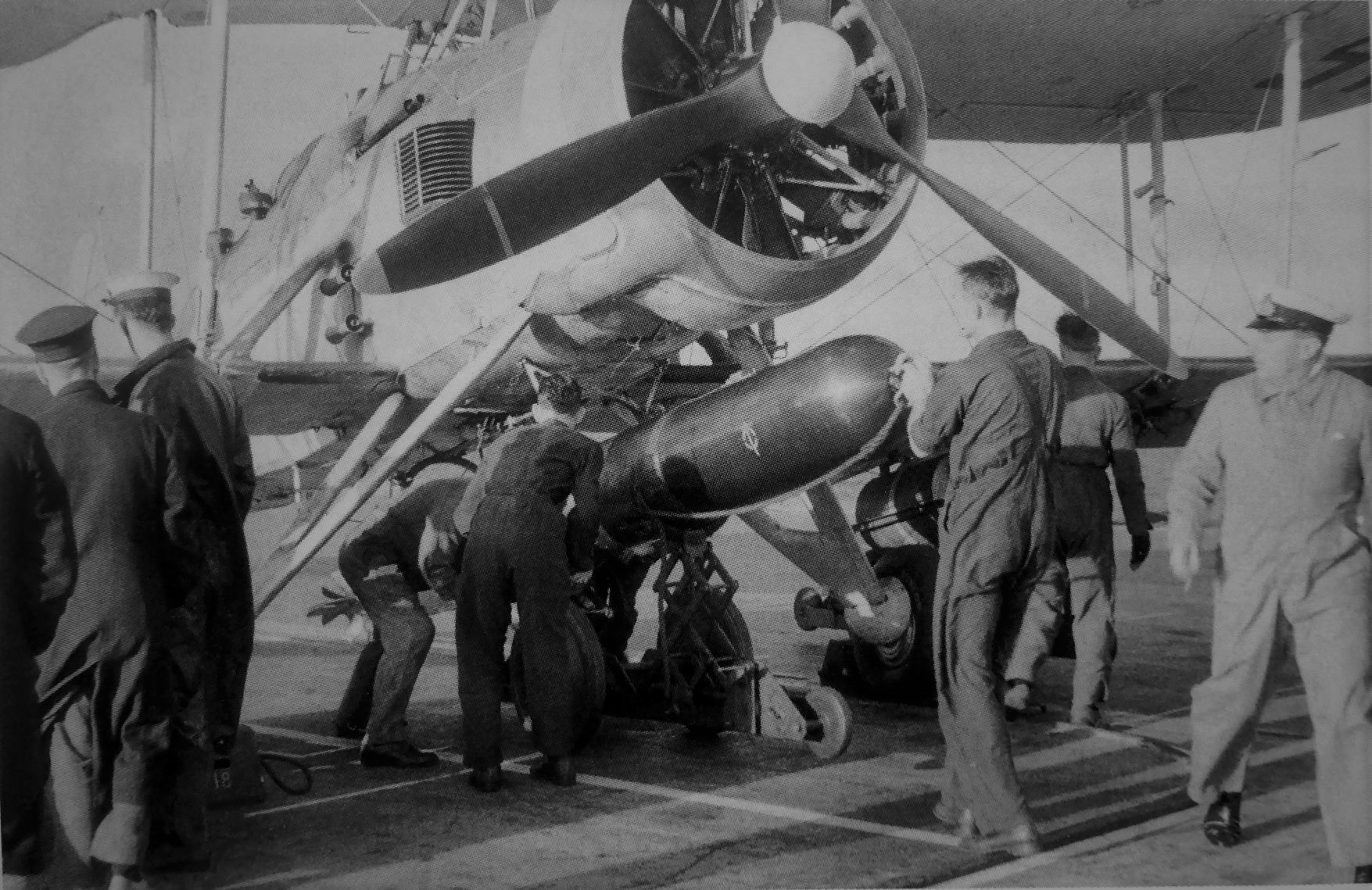
Un Swordfish siendo cargado con un torpedo en la cubierta del HMS Ark Royal.

### Primera fase: ElArk Royalinutiliza elBismarck
A las 14:50 del 26 de mayo, en condiciones meteorológicas adversas, el Ark Royal lanzó 15 Swordfish para atacar al Bismarck. Los aviones no habían sido advertidos de que el Sheffield había sido enviado a la zona de ataque para seguir al Bismarck, sino que se les había dicho que no había otros barcos en las proximidades. El Swordfish atacó, con poca visibilidad, al crucero Sheffield, pero algunos de sus torpedos tenían pistolas magnéticas defectuosas que hicieron que explotaran al impactar con el mar, y los torpedos restantes pudieron ser evadidos. A las 19:10, los mismos aviones fueron relanzados para una segunda salida con torpedos de pistola de contacto.A las 19:50, la Fuerza H se topó con el U-556, que obtuvo una posición de tiro perfecta para alcanzar tanto al Ark Royal como al Renown, pero el submarino había gastado todos sus torpedos en operaciones anteriores y no pudo atacar.
El primer contacto con el Sheffield se produjo a las 20:00, lo que les permitió llegar al Bismarck. A pesar de la ayuda y de los radares ASV II, no pudieron encontrar al barco alemán. Media hora más tarde tuvieron que volver a contactar con el Sheffield, que finalmente pudo enviarles al Bismarck. El ataque comenzó a las 20:47 y duró media hora.  Tres aviones tuvieron que volver a contactar con el Sheffield por tercera vez.Un primer impacto en el centro del barco tuvo poco efecto, pero un segundo impacto por popa atascó el timón y el mecanismo de gobierno del Bismarck 12° a babor.Esto provocó que, inicialmente, solo pudiera navegar en un gran círculo. 
El Bismarck disparó su armamento principal y secundario contra los aviones atacantes, tratando de alcanzar a los torpederos que volaban a baja altura con las salpicaduras de los proyectiles. Una vez que el ataque terminó, el Bismarck disparó su batería principal contra el Sheffield, que lo seguía. La primera salva se desvió una milla, pero la segunda salva alcanzó al crucero. Las esquirlas de proyectil cayeron sobre el Sheffield, matando a tres hombres e hiriendo a otros dos. Se dispararon cuatro salvas más, pero no se lograron impactos. El Sheffield se retiró rápidamente al amparo de una cortina de humo. El Sheffield perdió contacto con el Bismarck en la baja visibilidad, pero poco antes de las 22:00 se encontró con el grupo de cinco destructores del capitán Vian y pudo guiarlos hacia el Bismarck.El King George V y el Rodney se habían unido alrededor de las 18:00 y se acercaban desde el noroeste. Como los destructores de Vian se mantendrían en contacto con el Bismarck y lo hostigarían toda la noche, decidió virar hacia el sur, incluso al suroeste y describiendo un círculo para poder enfrentarse al Bismarck por la mañana, silueteado contra el este. El crucero pesado Norfolk y el crucero ligero Edinburgh también se acercaban por separado desde el noroeste. Edinburgh tuvo que abandonar la persecución debido a la escasez de combustible, pero Norfolk tomó posición al norte del Bismarck . Otro crucero pesado, Dorsetshire, se acercaba desde el oeste y establecería contacto a la mañana siguiente. Después de recoger sus aviones, Ark Royal y Force H se mantuvieron primero al norte del Bismarck , pero durante la noche navegaron hacia el sur y permanecieron en las proximidades.

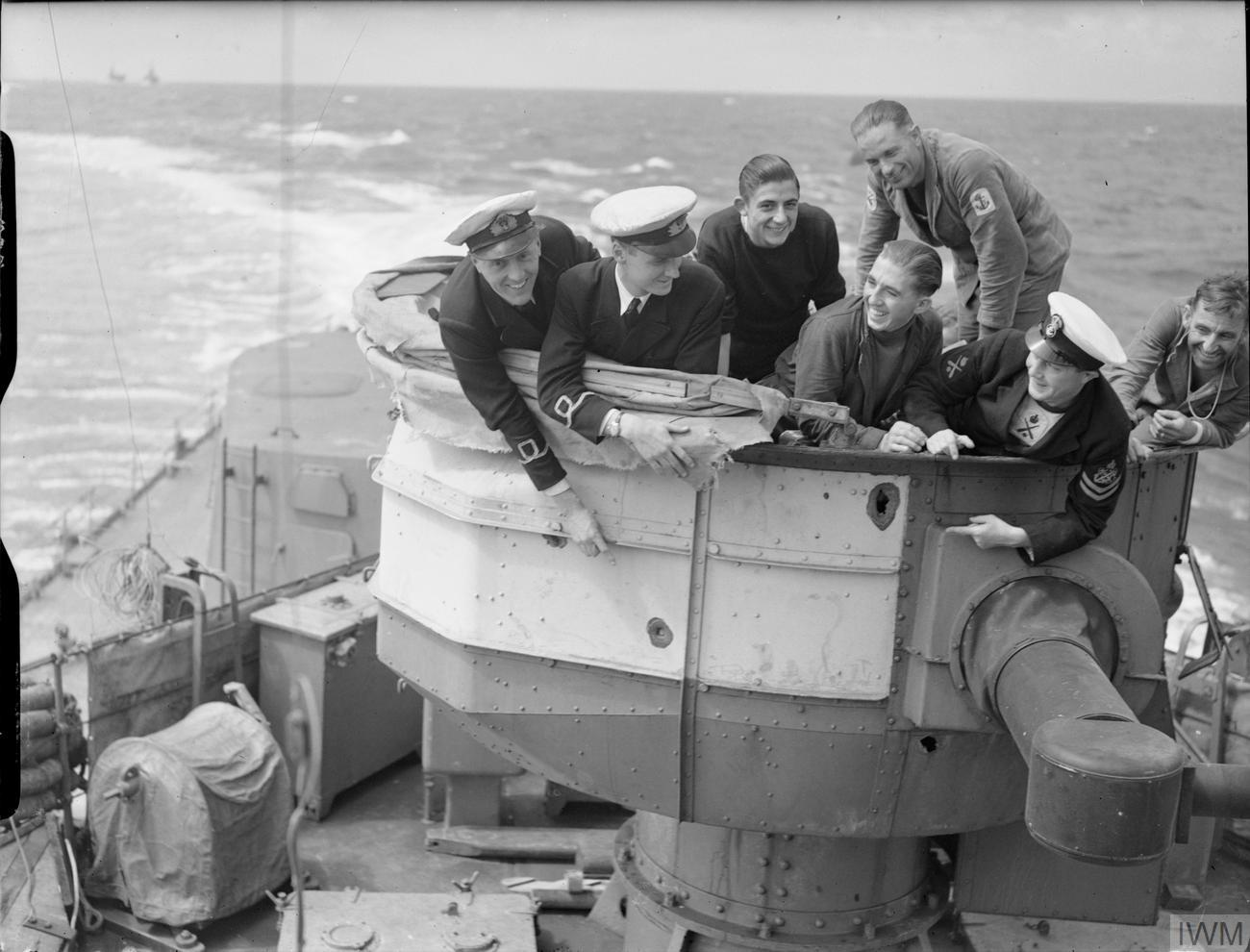
La tripulación de la torre de dirección trasera del HMS Sheffield muestra los daños causados por las esquirlas de proyectiles del Bismarck.

Los esfuerzos de reparación de la tripulación para liberar el timón fracasaron.El Bismarck intentó gobernar alternando la potencia de sus tres ejes de hélice, lo que, en el estado de mar y viento de fuerza 8 predominante, resultó en que el barco se viera obligado a navegar hacia el King George V y el Rodney, dos acorazados británicos que habían estado persiguiendo al Bismarck desde el oeste.  A las 23:40 del 26 de mayo, el almirante Lütjens entregó al Grupo Oeste, la base de mando alemana, la señal "Barco inmanejable. Lucharemos hasta el último proyectil. Larga vida al Führer".

### Segunda fase: Los destructores acosan alBismarckpor la noche
Una hora después del ataque Swordfish, el Maori y el Piorun hicieron contacto con el Bismarck a las 22:38. El Piorun atacó de inmediato, señalando su identidad como un barco polaco, pero no pudo lanzar torpedos. Se acercó lo suficiente para atacar al Bismarck con sus armas, pero luego perdió el contacto y no jugó más papel en la batalla. El deterioro del clima hizo imposible un ataque concentrado. Durante toda esa noche, el Bismarck fue el objetivo de ataques intermitentes con torpedos por parte de los destructores de Vian. En diez aproximaciones entre las 22:38 y las 06:56, el Cossack, el Maori, el Zulu y el Sikh dispararon dieciséis torpedos pero ninguno impactó. Uno de los proyectiles del Bismarck cortó la antena del Cossack y otros tres proyectiles impactaron en el Zulu, hiriendo a tres hombres. Entre las 02:30 y las 03:00, los destructores dispararon proyectiles estelares a pedido de Tovey para hacer visible su posición para los acorazados. Las constantes tácticas de hostigamiento de los destructores ayudaron a desgastar la moral de los alemanes y profundizaron la fatiga de una tripulación ya agotada.
Lütjens luego llamó por radio a las 07:10 para que un submarino se reuniera con el Bismarck para buscar estos documentos. El U-556 fue asignado de inmediato a esta tarea, pero el submarino no atendió la orden porque estaba sumergido. En cualquier caso, posteriormente se reveló que el U-556 tenía demasiado poco combustible para poder cumplir la orden. La tarea fue entonces transferida al U-74, pero para entonces el Bismarck ya se había hundido.

### Tercera fase: Derrota delBismarck

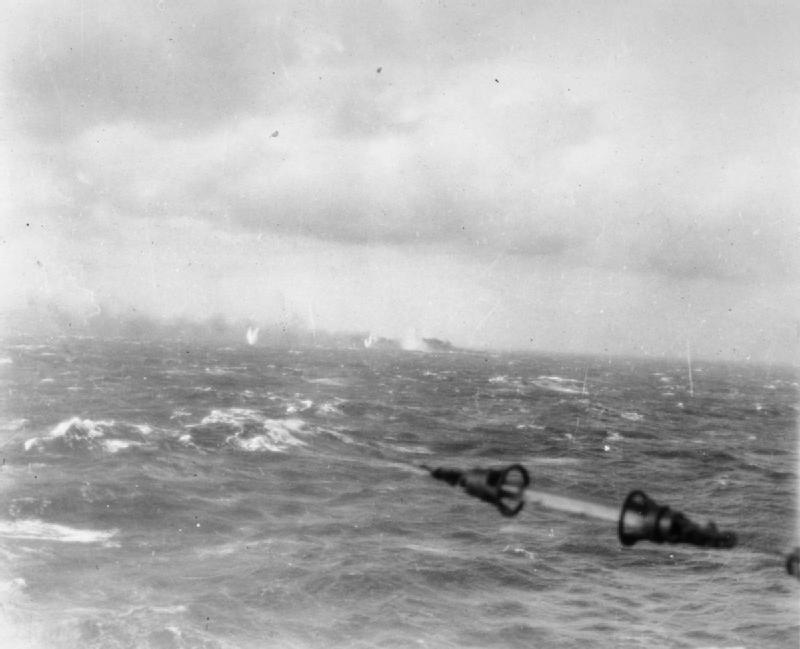
El Bismarck en llamas y hundiéndose en la mañana del 27 de mayo de 1941.

Mientras las unidades británicas convergían en la posición del Bismarck, Tovey dio sus instrucciones para la batalla final. Primero, ordenó al Renown, que se había acercado a 17 millas del Bismarck, que no participara en la batalla. El Renown estaba blindado de manera similar al Hood y Tovey no quería correr el riesgo de que se repitiera.  Instruyó al capitán del Rodney que se acercara a 15.000 yd (14.000 m) lo más rápido posible, y que si bien, en general, debería ajustarse a los movimientos del King George V, era libre de maniobrar de forma independiente. La mañana del martes 27 de mayo trajo un cielo gris pesado, un mar en aumento y un viento desgarrador del noroeste. Debido a este vendaval del noroeste, Tovey pospuso el ataque final desde el amanecer hasta que amaneciera claramente.y concluyó que un ataque al Bismarck desde barlovento era indeseable. Decidió acercarse en dirección noroeste antes de desplegarse.
El Norfolk fue el primer barco en avistar al Bismarck en la mañana del 27 de mayo. En la mala visibilidad, el crucero se topó con un barco no identificado, haciendo señales de reconocimiento antes de darse cuenta de que era el acorazado alemán. El Norfolk rápidamente se dio la vuelta y estableció contacto con los acorazados británicos antes de unirse a la batalla final.  A las 08:43, los vigías del King George V avistaron al Bismarck , a unos 25.000 yd (23.000 m) de distancia; el Rodney abrió fuego primero a las 08:47, seguido rápidamente por el King George V. El Bismarck no pudo gobernar debido al daño de los torpedos en los timones, y los consiguientes movimientos impredecibles hicieron del barco una plataforma de artillería inestable y crearon un problema de artillería difícil. Esto se complicó aún más por la tormenta con fuerza de vendaval.Sin embargo, el Bismarck devolvió el fuego a las 08:50 con sus cañones delanteros, y con su segunda salva, se colocó a horcajadas sobre el Rodney. Esto fue lo más cerca que estuvo de anotar un impacto en cualquier buque de guerra británico en el enfrentamiento final, porque a las 09:02, una salva de 16 pulgadas (406 mm) del Rodney golpeó la superestructura delantera, dañando el puente y el director de control de fuego principal y matando a la mayoría de los oficiales superiores. La salva también dañó las torretas de la batería principal delantera. El puesto de control de fuego de popa tomó la dirección de las torretas de popa, pero después de recibir tres salvas también fue neutralizado. Con ambos puestos de control de fuego fuera de acción, el tiroteo del Bismarck se volvió cada vez más errático, lo que permitió a los británicos acercarse. Norfolk y Dorsetshire se acercaron y comenzaron a disparar con sus cañones de 8 pulgadas (203 mm).